# Un viaggio incredibile
Un viaggio incredibile è un album del cantautore Enrico Ruggeri, pubblicato il 12 febbraio 2016. È l'ultimo disco in cui suona lo storico chitarrista Luigi Schiavone.

## Descrizione
Anche questo disco, come il precedente Pezzi di vita, è composto da due CD: il primo contenente nove pezzi inediti, tra i quali il brano Il primo amore non si scorda mai con cui Ruggeri ha partecipato al Festival di Sanremo 2016 (classificandosi quarto) con aggiunte quattro bonus track dedicate al cantante David Bowie, scomparso l'8 gennaio, e il secondo contenente quindici brani storici del cantautore riproposti con un nuovo arrangiamento.

## Tracce
CD 1
1. Il primo amore non si scorda mai - 3:34
2. Il volo su Vienna - 3:42
3. La linea di meta (feat. Francesco Pannofino) - 4:01
4. La badante - 4:58
5. Non c'è pace - 3:37
6. Il cielo di ghiaccio - 4:52
7. La nostalgia del futuro - 3:52
8. Dopo di me - 3:22
9. Un viaggio incredibile - 2:58
10. 'A canzuncella (cover degli Alunni del Sole) - 3:02

Bonus track - Tributo a David Bowie
1. Life on Mars?- 3:56
2. The Jean Genie - 4:08
3. All the Young Dudes - 3:49
4. Diamond Dogs - 5:01

### CD 2
1. Rien ne va plus
2. Il portiere di notte
3. Non finirà
4. La canzone della verità
5. Quello che le donne non dicono
6. Giorni randagi
7. Lettera dal fronte (Ta-pum)
8. I dubbi dell'amore
9. Marta che parla con Dio
10. Ti avrò
11. Punk prima di te
12. Notte di stelle
13. Trans
14. Prima del temporale
15. Peter Pan

## Formazione
- Enrico Ruggeri - voce, chitarra
- Marco Barusso - basso, chitarra, tastiera, programmazione
- Guido Carli - batteria
- Luigi Schiavone - chitarra
- Fabrizio Palermo - basso
- Marco Orsi - batteria
- Lorenzo Poli - basso
- Francesco Luppi - tastiera
- Davide Brambilla - tromba

N.B.: Il bassista Lorenzo Poli a causa di una svista non appare nei crediti nell'album. L'errore è stato segnalato dallo stesso Ruggeri in un comunicato sulla sua pagina Facebook ufficiale, approfittando dell'occasione per scusarsi ufficialmente con il musicista.

## Classifica FIMI
Di seguito è riportata la posizione in classifica secondo la FIMI:
| Posizione | 22 | 39 | 44 | 35 | 42 | 59 | 79 | 85 | 68 |